# Nikitsch
Nikitsch (kroatiska: Filež, ungerska: Füles) är en ort och kommun  i det österrikiska förbundslandet Burgenland. Kommunen ligger i mellersta Burgenland och gränsar i öster till Ungern. 87% av invånarna har kroatiska som modersmål och 9,6 % har tyska som modersmål.
Kommunen består av tre orter (Ortschaften) (inom parentes invånarantal 1 januari 2024):
- Kroatisch Geresdorf (363)
- Kroatisch Minihof (324)
- Nikitsch (719)

## Historia
En bosättning omnämndes för första gången 1150. Under de osmanska krigen i början på 1500-talet skövlades hela regionen. För att återbefolka regionen inbjöds kroatiska bosättare från de södra delarna av riket (dagens Kroatien) mellan 1565 och 1579. De bildar än idag språköar såsom Nikitsch. 1921 kom Nikitsch som en del av den nybildade delstaten Burgenland att tillhöra Österrike. Staden hade tidigare hört till den ungerska rikshalvan i Österrike-Ungern. 1971 bildades den nuvarande kommunen genom sammanslagning av orterna Nikitsch, Kroatisch Minihof och Kroatisch Geresdorf.